# Väte
För andra betydelser, se Väte (olika betydelser).
Väte eller hydrogen (latin: Hydrogenium) är det enklaste, lättaste, vanligaste och tidigast bildade grundämnet i universum. Vid standardtryck och standardtemperatur är väte en tvåatomig och lättantändlig gas som varken har färg, luktar eller smakar. Väte förekommer i flera isotoper. Vätejonen, som är grunden för bland annat syrabaskemin, kan förekomma som både anjon och katjon. Den enkla väteatomen har varit mycket viktig för framväxten av kvantmekaniken. Vanligtvis brukar väte placeras ovanför alkalimetallerna i det periodiska systemet eftersom det bara har en valenselektron. En mindre vanlig placering är att sätta det ovanför halogenerna eftersom det bara krävs en elektron till för ädelgasstruktur.

## Väteatomen
En väteatom är en atom av grundämnet väte. Den består av en ensam negativt laddad elektron som befinner sig runt en positivt laddad proton. Eventuellt kan det även finnas en eller flera oladdade neutroner tätt bundna till protonen. Bohrs atommodell ger att atomens diameter är ungefär 10−10 m, hundra tusen gånger större än kärnan. Väteatomen är den enda atomen som är så enkel att det finns lösningar till både den icke-relativistiska Schrödingerekvationen och den relativistiska Diracekvationen, vilka bestämmer elektronens beteende och var man kan tänkas hitta den. Inom fysik och kemi talar man även om "väteliknande" atomer. En väteliknande atom utgör ett två-partikelsystem bestående av en kärna med en positivt laddad partikel (inte nödvändigtvis en proton) och en elektron. Exempel på väteliknande atomer är positronium och myonium.

## Isotoper
Väte är det enda atomslag, förutom några radonisotoper under 1900-talets början, som har särskilda namn för några av sina isotoper. D och T används ibland inofficiellt som kemiskt tecken, för deuterium (2H) respektive tritium (3H). Protium, deuterium och tritium finns naturligt. Ytterligare några kortlivade isotoper har producerats i partikelacceleratorer, nämligen 4H, 5H och 7H.
Vanligtvis brukar inte ett grundämnes kemi ändras nämnvärt beroende på vilken isotop som används, men eftersom väte är så pass lätt, påverkas dess massa avsevärt av variation av antal neutroner i kärnan. Deuterat vatten kokar till exempel vid 101,42 grader celsius, i stället för vid 100,00 grader som vanligt vatten. Bindningsentalpin för H2 är 436 kJ/mol medan den för D2 är 444,3 kJ/mol. I kemiska reaktioner kan en D-atom reagera upp till tio gånger långsammare än en H-atom. Bindningar med tungt väte kan i infraröd spektroskopi skiljas från vanligt väte genom att de vibrerar med en lägre frekvens.

### 1H
1H är den vanligaste isotopen. Den kallas ibland för protium. Den är stabil och har en kärna som endast består av en proton. Inom NMR och MRI är det vanligt att 1H används att göra mätningar på. Eftersom de allra flesta organiska molekyler innehåller väte och 1H är mycket vanligare förekommande än 13C (12C som är den vanligaste kolisotopen går inte att göra mätningar på då den saknar kärnspinn) så är 1H den vanligaste atomkärnan som studeras med tekniken.

### 2H
Den andra stabila isotopen är deuterium, vilken utöver protonen har en neutron i atomkärnan. Deuterium utgör ungefär 0,015 % av allt väte på jorden. Rent deuterium framställs genom långvarig elektrolys av vatten, vilket beror på att bindningarna mellan deuterium och syre är starkare än de mellan vanligt väte och syre. Det gör att det vanliga vattnet försvinner och lämnar kvar tungt vatten. Inom NMR används deuterade lösningsmedel för att signalerna från lösningsmedlet inte helt ska överrösta den molekyl som studeras. Detta beror på att deuteriums kärna har spin ett, och inte spin en halv, som protonen har.

### 3H
Den tredje isotopen som förekommer naturligt är tritium som är radioaktiv och sönderfaller med en halveringstid på 12,33 år. Dess kärna består av två neutroner förutom protonen. Den produceras genom inverkan av kosmisk strålning på deuterium i de övre skikten av atmosfären. Tritium används i vissa forskningssammanhang eftersom det går att märka en kemisk förening med tritium och sedan påvisa spår av den eftersom den är radioaktiv.

### 4H
Väte-4 är en mycket kortlivad isotop som har en halveringstid på 7,54•10-10 sekunder.

### 5H
2001 upptäcktes för första gången väte-5, som man framställde genom att bombardera ett mål av väte med tunga joner.

## Aggregationstillstånd för rent väte
Väte förekommer normalt i gasform. Vid låg temperatur/högt tryck förekommer väte som vätska. Fast väte förekommer vid ännu högre tryck och lägre temperatur har hittills hittats i 3 olika faser. Någon trippelpunkt för väte är ännu inte experimentellt bestämd. (år 2004)
Tvåatomiga vätemolekyler kan förekomma i två olika tillstånd beroende på atomkärnornas spinn. Detta gäller för alla vätets tvåatomiga aggregationstillstånd. I ortoväte har båda protonerna samma spin och i paraväte har protonerna olika spin. Fördelningen mellan orto- och paraväte beror på temperaturen. Eftersom ortoväte är ett exciterat tillstånd går det inte att isolera rent ortoväte. Omvandlingen från ortoväte till paraväte är exoterm och kan förånga flytande väte.

### Gasformigt väte
Renframställd vid normalt tryck består vätgas av diatomära molekyler (H2). Vätemolekylen binds samman av en kovalent sigmabindning.

### Flytande väte
Vid normalt tryck är väte flytande mellan 14,025 K (−259 °C) och 20,268 K (−253 °C). Flytande väte används bland annat i bubbelkammare och som kylmedel i laboratorier. Dessutom är det lättare att transportera i flytande form än i gasform då flytande väte tar upp betydligt mindre volym. Ibland transporteras det flytande vätet tillsammans med fast väte likt en issörja där inträngande förlustvärme först smälter det fasta vätet innan det flytande vätet börjar förångas.

### Fast väte
Precis som att fast kol kan uppträda både som diamant och grafit uppvisar fast väte olika egenskaper vid olika tryck och temperatur. Dessa olika tillstånd kallas faser. Experimentella data har visat att fast väte inte leder elektricitet och därmed är icke-metalliskt, och detta motsäger tidigare teorier om metalliskt väte. Fast väte är ett spännande forskningsområde, men problemen med studiet av fast väte är dels att det krävs höga tryck för att överhuvudtaget få väte i fast form, och dels att de lätta atomkärnorna ogärna växelverkar med röntgenstrålning, vilket resulterar i diffraktionsmönster med låg upplösning. Vid mycket låg temperatur kan fast väte existera vid atmosfärstryck.

#### Teorier om fast metalliskt väte
1926 föreslog forskaren J.D. Bernard att alla ämnen vid tillräckligt högt tryck kommer att anta en metallisk form. 1935 föreslog två forskare att väte borde övergå i metallisk form vid ett tryck på omkring 250 000 atmosfärer. Metalliskt väte har antagits vara supraledande vid normal rumstemperatur, och detta i kombination med en nyfikenhet över vad som sker inuti de stora gasplaneterna (som till stor del består av väte under väldigt högt tryck) har gjort metalliskt väte till ett intressant forskningsområde.

#### Icke-metalliskt fast väte i olika faser
Det som hänt då väte pressats ihop under högt tryck är att ett icke-metalliskt fast ämne, fas I, bildas där de tvåatomiga vätemolekylerna sitter i ett hexagonalt tätpackat kristallgitter och roterar fritt. Vid temperaturer under 120K fryses molekylerna i en (slumpvis) bestämd riktning. Detta kallas fas II. Vid tryck över 1,5 miljoner atmosfärer uppstår en fas III av fast väte där växelverkan med infraröd strålning antyder att den tvåatomiga molekylen polariseras till en permanent elektrisk dipol. Om någon mer fasändring kommer att ske vid ännu högre tryck råder det delade meningar om. Vissa tror att polariseringen kommer att ökas så att strukturen kan beskrivas av joner av typen H+ och H-, medan andra tror att vätet kommer att bli en fast metall. Ett tredje förslag är att vätet vid högre tryck och låg temperatur kommer att omvandlas till en vätska som beroende på omgivningens magnetiska fält kan vara antingen en supervätska eller en supraledare.
En teoretisk studie från 2007 förutsäger att en modell för fast väte som överensstämmer med empiriska data för fas III bör vara stabil upp till 4,2 miljoner atmosfärer.

## Användning
Väte är lätt brännbart och bildar tillsammans med syre den explosiva gasblandningen knallgas. Precis som namnet antyder så blir det en stor knall när gasblandningen antänds, restprodukten från den våldsamma reaktionen är vattenånga. Vid förbränning av väte i luft bildas förutom vatten en del andra ämnen, främst kväveföreningar.
I en bränslecell kan vätets kemiska energi omvandlas till elektrisk energi som när syre (till exempel syre i luft) är oxidationsmedlet, utan att få andra restprodukter än vatten. Bränsleceller har en spridd användning, ett exempel är i bilar, så kallade bränslecellsbilar, som är vätgasfordon som tack vare bränslecellen tankas på vätgas och inte har några andra utsläpp än vatten. Exempel på bränslecellsbilar är Toyota Mirai och Hyundai Nexo FC.
Flytande väte används i raketmotorer, med flytande syre som oxideringsmedel.
En hel del väte används inom petroleumindustrin när man "uppgraderar" fossila bränslen. I Fischer-Tropsch-processen framställs kolväten från vätgas och kolmonoxid.
Ett annat stort användningsområde för väte är vid produktion av ammoniak, i den så kallade Haber–Bosch-processen blandar man kväve och väte som utsätts för högt tryck och hög temperatur varvid ammoniak bildas.
N2 + 3H2 → 2NH3
Ammoniaken kan sedan användas för att tillverka till exempel gödsel. Väte används även när man producerar saltsyra, metanol och när man härdar fetter.
Vätes mer sällsynta isotoper har också enskilda användningar. Deuterium i form av tungt vatten används i vissa kärnreaktorer för att bromsa snabba neutroner som uppstå vid fission av uran. Deuterium absorberar inte neutroner lika starkt som vanligt väte (vanligt vatten) och ger därför en bättre neutronekonomi som passar för natururan eller svagt isotopanrikat uran. Deuterium kanske kan få användning i framtiden inom fusion, för när deuterium och tritium kolliderar vid höga temperaturer bildas helium, en neutron och mycket energi.
2H + 3H → 4He + 1n + energi
Tritium behövs också vid fusionen som beskrivs ovan. Men tritiums vanligaste användningsområde är i självlysande färg (tidigare användes radium men det visade sig vara farligt och förbjöds på 1950-talet). I färgen blandas tritium och en fosfor. När sedan fosforen träffas av beta-strålningen från tritium exciteras en elektron i lysämnets atomer. När elektronen sedan snabbt hoppar tillbaka utsänds en foton i form av synligt ljus.

### Väte som energibärare
Väte är ingen energikälla eftersom det inte finns några större naturliga förekomster och det krävs energi för att producera gasen men vätet kan användas för att "lagra energi" som sedan kan användas i till exempel en bilmotor. Flera olika sätt att använda vätgas i motorer är under utveckling, men flera av sätten har komplikationer. Om man bara har vätgasen i en trycktank skulle man inte kunna frakta större mängder gas åt gången. Om man istället fraktar vätet i flytande form kommer det behövas en så stark behållare att behållarens tyngd ger problem på bilens energiförbrukning och dessutom behöver man släppa ut lite av vätgasen då och då så att behållaren inte exploderar. Ett alternativ är att frakta vätet i form av natriumborhydrid (NaBH4) som med vatten bildar vätgas. När väte förbränns bildas i princip bara vatten som till skillnad från utsläpp av koldioxid inte har någon förstärkande verkan på växthuseffekten. Den totala miljöbelastningen avgörs dock av vilken primärenergi som används vid framställning av vätgasen. Vid produktion av vätgas med naturgas eller olja som råvara förekommer dock koldioxidutsläpp.
Vätgasens främsta nackdelar är förknippade med lågt energiinnehåll per volymenhet (ca en tredjedel jämfört med biogas) vilket ger upphov till stora kompressionsförluster vid högtryckslagring och -distribution, att den ger upphov till vätgasförsprödning vilket ställer höga och kostnadskrävande materialkrav vid lagring, distribution och användning av vätgasen, att den är lättantändlig, har ett stort brännbarhetsområde i luft och brinner med osynlig låga vilket ur olycksrisk- och säkerhetssynpunkt ej är gynnsamt. Vidare krävs det utveckling av i princip hela kedjan: produktion, lagring, distribution och användning.

## Förekomst
Under extremt lågt tryck, i den interstellära rymden, kan enatomig "gas" finnas eftersom sannolikheten för att två atomer ska kollidera och därmed kunna reagera med varandra är så liten. Vid extremt högt tryck, exempelvis i gasjättarna Jupiters och Saturnus inre tros förhållandena vara sådana att det finns flytande metalliskt väte.  I universum som helhet utgör väte 90 % av antalet atomer, motsvarande 75 % av den sammanlagda massan. Större delen av resterande del utgörs av helium. Stjärnorna består till en överväldigande del av väte, som även är det ämne som står för stjärnornas energiproduktion genom fusion.
Enligt en studie av GFZ Helmholtz-Zentrum für Geoforschung i Potsdam kan naturligt vätgas finnas i olika bergstrakter som Pyrenéerna och Alperna i kanton Ticino i Schweiz. Vid uppkomsten av bergstrakterna pressades delar av jordmanteln upp som reagerade med vatten. Resultatet var serpentinsten och väte.

## Föreningar
På jorden förekommer väte mest bundet i vatten (diväteoxid H2O) och inte till så stor del i atmosfären. Orsaken är att den lätta vätgasen troligen åkte iväg från planeten när denna bildades. Men på till exempel Jupiter och Saturnus finns troligen väte i metallisk form på grund av det höga trycket. Organiska föreningar består till stor del av väte. Till metaller binder sig väte främst i hydrider och hydroxider.
Deuterium finns i liten halt bland vanligt väte. I vatten finns tungt vatten (D2O) det vill säga deuteriumoxid men det finns också halvtungt vatten (HDO) det vill säga vattenmolekylen innehåller både deuterium och vanligt väte.
Väte förekommer även i kolväten.

## Produktion
Väte produceras ofta i laboratorier som biprodukt vid framställning av kemiska föreningar och inom industrin för bland annat att mätta omättade fettsyror.

### Produktion i laboratorier
I laboratorier produceras ofta vätgas genom reaktion mellan en metall som till exempel zink eller aluminium och en ganska stark syra som till exempel saltsyra eller svavelsyra (svavelsyra är bättre eftersom stark saltsyra avger gasformig väteklorid).
Zn + H2SO4 → ZnSO4 + H2
Vätgas kan också produceras genom elektrolys av vatten.
2H2O + elektricitet → 2H2 + O2
Eller genom reaktion mellan natriumhydroxid och aluminium som producerar natriumaluminat och vätgas.
2Al + 2NaOH → 2NaAlO2 + H2

### Produktion i industrin
Industriellt produceras vätgas genom sönderdelning av kolväten, oftast genom sönderdelning av naturgas med vattenånga och en nickelkatalysator vid 800 °C (ångreformering).
CH4 + H2O → CO + 3H2
Kolmonoxiden som bildas kan också användas för att tillverka vätgas tillsammans med vattenånga över en järnoxidkatalysator.
CO + H2O → CO2 + H2

## Historia
År 1766 framställde engelsmannen Henry Cavendish en brännbar gas genom att lösa metaller, till en början kvicksilver, i syra. 1783  visade han att denna förbränning bildade vatten; 1784 gick fransmannen Antoine Lavoisier omvända vägen genom att framställa vätgas från vattenånga som han ledde genom ett glödande järnrör. Lavoisier gav den brännbara gasen namnet hydrogène (från grekiska ὕδορ [hydor], vatten, och γεννάω [gennaô], jag bildar). Pehr von Afzelius och Anders Gustaf Ekeberg föreslog 1795 det svenska namnet väte.
Ett av dess första användningsområden var ballonger, och den producerades då i stor skala genom att blanda svavelsyra med järn. Deuterium påvisades först av Harold Urey, som framställde det genom att destillera en mängd vatten flera gånger om. Han fick 1934 nobelpriset i kemi för denna upptäckt. Samma år upptäcktes tritium av Ernest Rutherford.

## Bilder

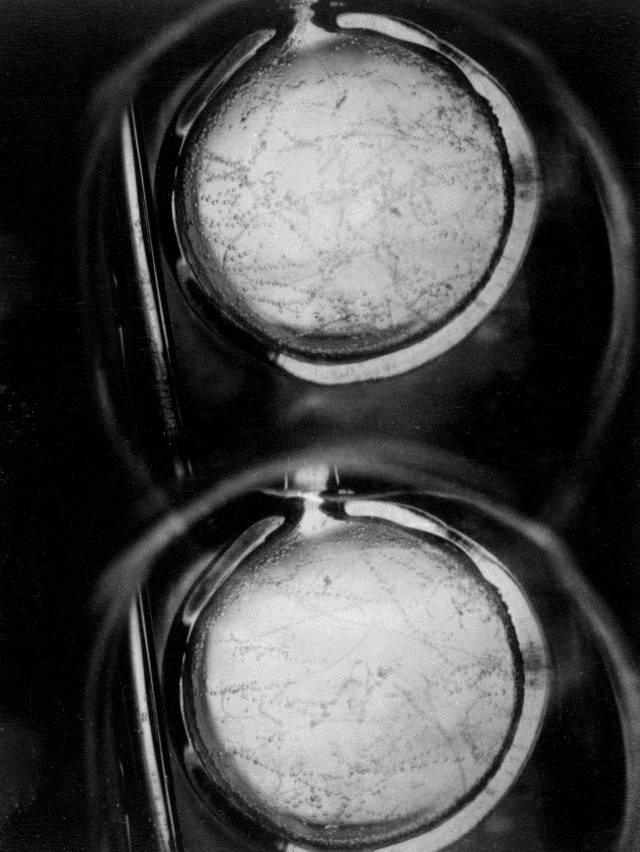
Spår av partiklar i flytande väte i en bubbelkammare.
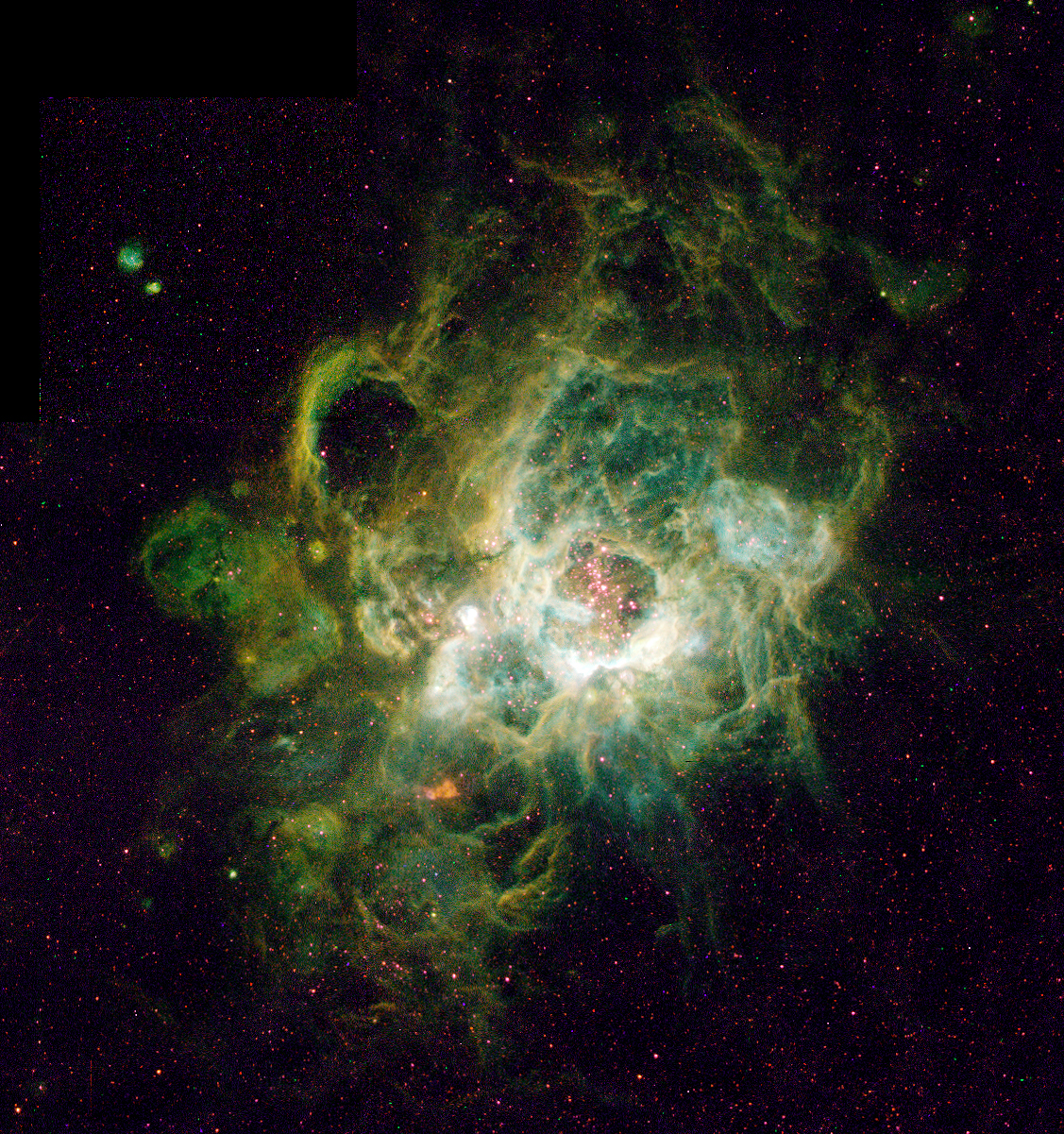
NGC 604 är ett moln av väte i triangelgalaxen.
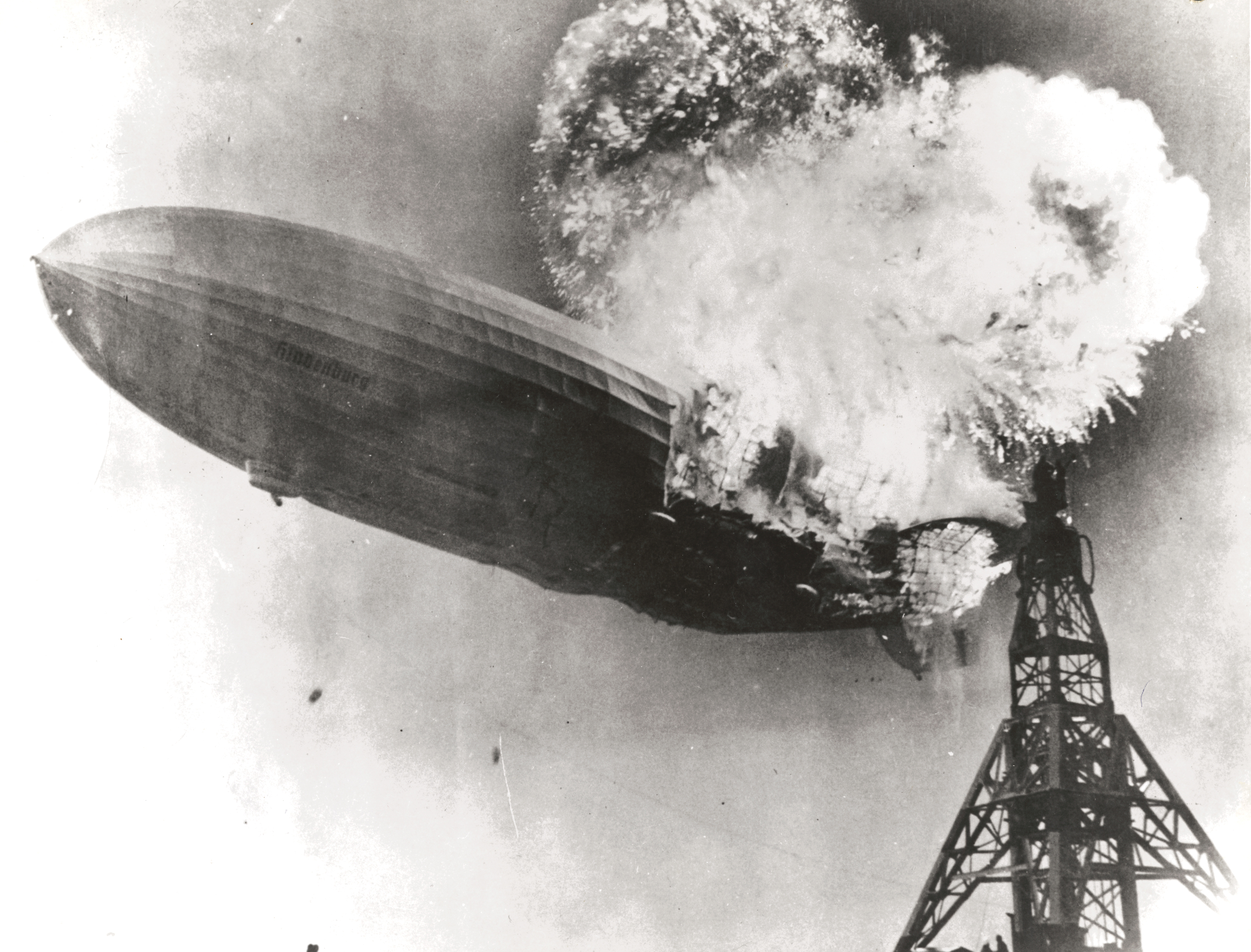
Väte brinner explosivt i luften. 1937 havererade luftskeppet Hindenburg i ett stort eldhav efter att vätgasen hade antänts.
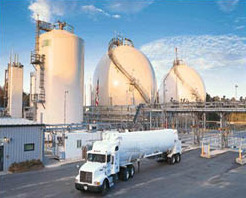
En lagringsanläggning för väte.
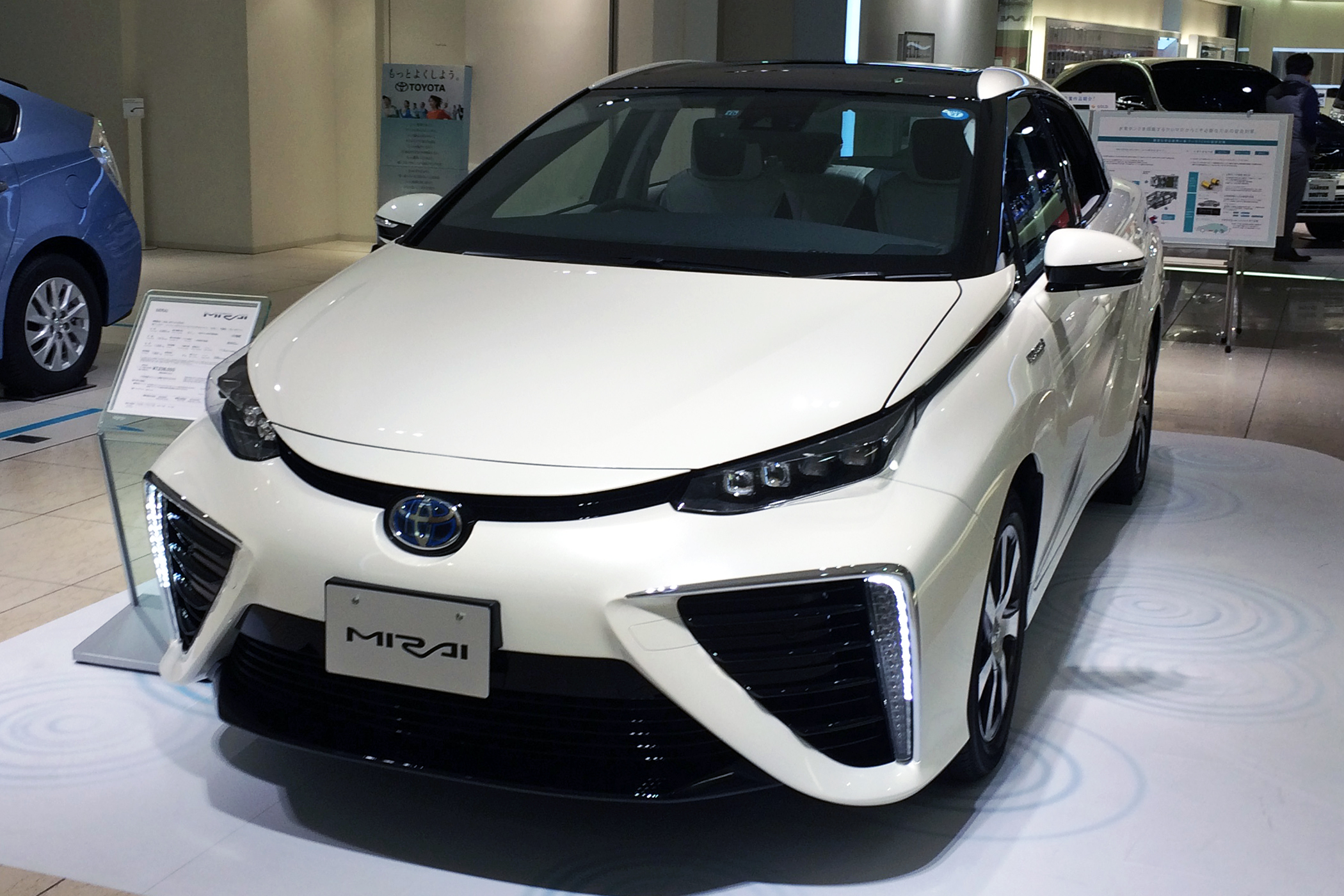
Bränslecellsbilen Toyota Mirai.